# Donauradweg
 (mai 2013).
Si vous disposez d'ouvrages ou d'articles de référence ou si vous connaissez des sites web de qualité traitant du thème abordé ici, merci de compléter l'article en donnant les références utiles à sa vérifiabilité et en les liant à la section « Notes et références ».

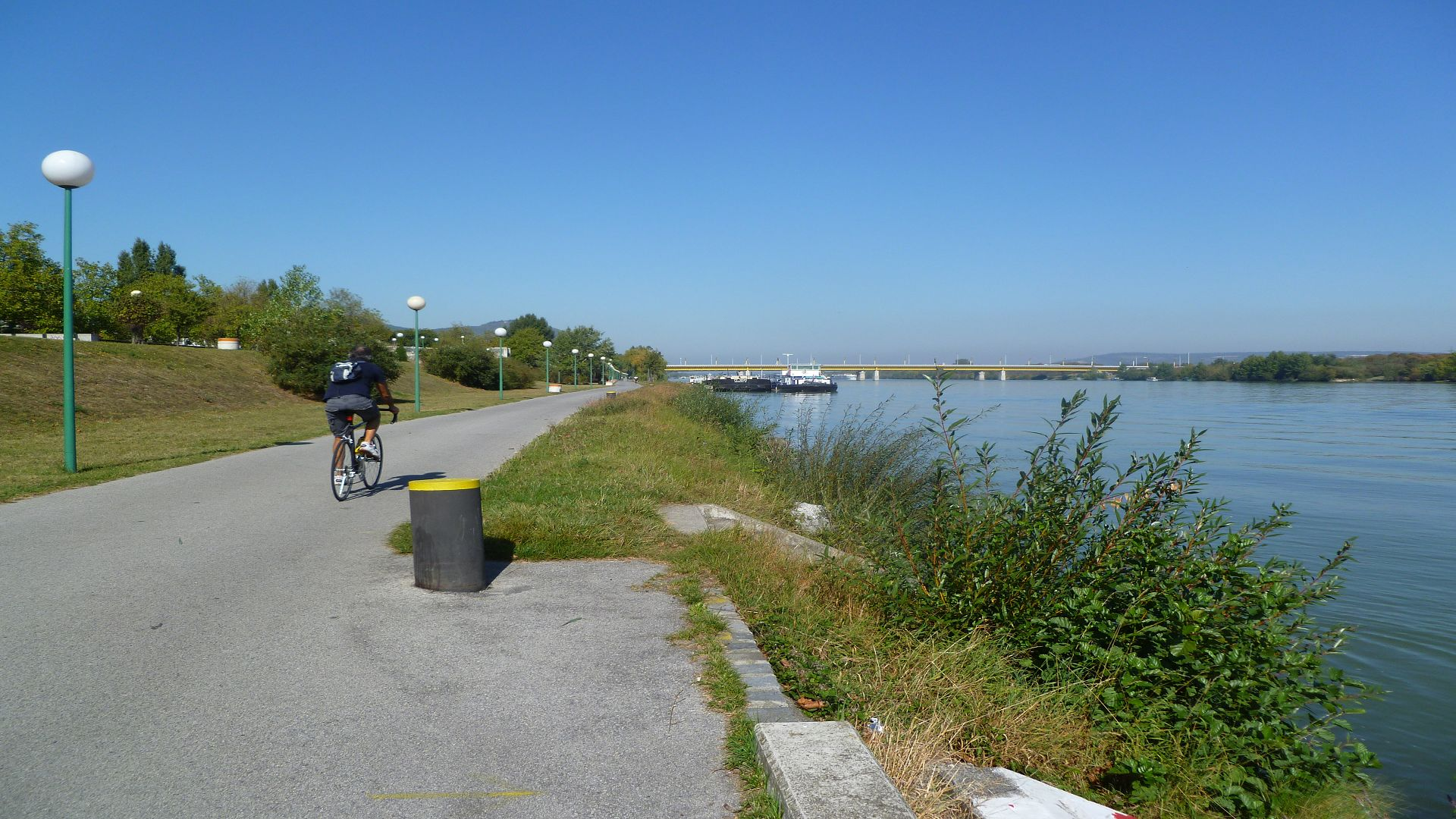
La véloroute le long du Danube à Vienne.

La véloroute du Danube (aussi appelée Danube Cycle Path en anglais ; Donauradweg en allemand ; Dunajská cyklistická cesta en slovaque ou Duna menti kerékpárút en hongrois) est une véloroute située le long du Danube, deuxième plus long fleuve d'Europe.

## Histoire
Elle est ouverte en 1989 et est fréquentée par 200 000 cyclotouristes par an en 2006, dont 85 000 en voyage itinérant de longue durée, qui saturent les capacités d'hébergement à proximité de la voie.

## Géographie
Elle va de la source du Danube jusqu'à son embouchure dans la Mer Noire. Son parcours est inclus dans l'EuroVelo 6 ou véloroute des fleuves qui suit la Loire (La Loire à vélo), le Rhin et le Danube.
Elle traverse les pays suivants : Allemagne, Autriche, Slovaquie, Hongrie, Croatie, Serbie, Roumanie, Bulgarie et Ukraine. La véloroute longe généralement les rives du Danube, parfois des deux côtés, parfois d'un seul seulement, ce qui fait qu'elle franchit le Danube un grand nombre de fois.